# Vålerenga Fotball 2010
Questa voce raccoglie le informazioni riguardanti il Vålerenga Fotball nelle competizioni ufficiali della stagione 2010.

## Stagione
Il Vålerenga concluse il campionato 2010 al secondo posto finale, alle spalle del Rosenborg. La squadra rimase imbattuta nelle partite casalinghe per tutta la stagione. La posizione in classifica permise l'accesso alla Europa League 2011-2012, seppure nel turno preliminare.

## Maglie e sponsor
Lo sponsor tecnico per la stagione 2010 è Kappa, mentre lo sponsor ufficiale è Hafslund.
| Casa | Trasferta |

## Rosa
| N. |                     | Ruolo | Calciatore         |
| -- | ------------------- | ----- | ------------------ |
| 1  | Canada (bandiera)   | P     | Lars Hirschfeld    |
| 3  | Norvegia (bandiera) | D     | Andreas Nordvik    |
| 4  | Norvegia (bandiera) | D     | André Muri         |
| 6  | Norvegia (bandiera) | D     | Freddy dos Santos  |
| 7  | Norvegia (bandiera) | C     | Håvard Nielsen     |
| 10 | Norvegia (bandiera) | C     | Lars Iver Strand   |
| 11 | Norvegia (bandiera) | A     | Morten Berre       |
| 13 | Nigeria (bandiera)  | C     | Fegor Ogude        |
| 14 | Norvegia (bandiera) | A     | Bengt Sæternes     |
| 17 | Norvegia (bandiera) | C     | Mohammed Fellah    |
| 18 | Norvegia (bandiera) | C     | Kamer Qaka         |
| 18 | Colombia (bandiera) | D     | Juan Fuenmayor     |
| 19 | Norvegia (bandiera) | C     | Dawda Leigh        |
| 20 | Norvegia (bandiera) | A     | Mostafa Abdellaoue |

| N. |                     | Ruolo | Calciatore          |
| -- | ------------------- | ----- | ------------------- |
| 21 | Giamaica (bandiera) | A     | Luton Shelton       |
| 22 | Norvegia (bandiera) | D     | Birger Madsen       |
| 23 | Norvegia (bandiera) | C     | Kristofer Hæstad    |
| 24 | Norvegia (bandiera) | D     | Stefan Strandberg   |
| 25 | Norvegia (bandiera) | A     | Mohammed Abdellaoue |
| 26 | Serbia (bandiera)   | C     | Bojan Zajić         |
| 27 | Norvegia (bandiera) | C     | Adnan Haidar        |
| 28 | Norvegia (bandiera) | C     | Harmeet Singh       |
| 30 | Norvegia (bandiera) | P     | Gard Aarvik         |
| 30 | Norvegia (bandiera) | P     | Kristian Krohn-Holm |
| 30 | Norvegia (bandiera) | P     | Frode Larsen        |
| 31 | Norvegia (bandiera) | D     | Kristian Brix       |
| 33 | Norvegia (bandiera) | D     | Amin Nouri          |
| 34 | Norvegia (bandiera) | P     | Gudmund Kongshavn   |

## Calciomercato

### Sessione invernale(dal 01/01 al 28/02)
| Acquisti | Acquisti         | Acquisti        | Acquisti      |
| R.       | Nome             | da              | Modalità      |
| -------- | ---------------- | --------------- | ------------- |
| P        | Lars Hirschfeld  | Energie Cottbus | definitivo    |
| D        | Andreas Nordvik  | Rosenborg       | definitivo    |
| C        | Adnan Haidar     | Skeid           | fine prestito |
| C        | Lars Iver Strand | Tromsø          | fine prestito |

| Cessioni | Cessioni               | Cessioni        | Cessioni      |
| R.       | Nome                   | a               | Modalità      |
| -------- | ---------------------- | --------------- | ------------- |
| P        | Øyvind Bolthof         | svincolato      |               |
| P        | Troy Perkins           | D.C. United     | definitivo    |
| D        | Juan Fuenmayor         | Dep. Anzoátegui | definitivo    |
| D        | Erik Hagen             | Hønefoss        | svincolato    |
| D        | Jarl André Storbæk     | Panaitōlikos    | definitivo    |
| A        | Mario Roberto Martínez | Real España     | fine prestito |

### Sessione estiva(dal 01/07 al 31/08)
| Acquisti | Acquisti    | Acquisti     | Acquisti   |
| R.       | Nome        | da           | Modalità   |
| -------- | ----------- | ------------ | ---------- |
| C        | Fegor Ogude | Warri Wolves | definitivo |

| Cessioni | Cessioni | Cessioni    | Cessioni   |
| R.       | Nome     | a           | Modalità   |
| -------- | -------- | ----------- | ---------- |
| A        | Moa      | Hannover 96 | definitivo |

## Risultati

### Eliteserien

#### Girone di andata
| Arbitro: | Berntsen (Vang) |

|             |           |  |
| Moa 2’, 33’ | Marcatori |  |

| Arbitro: | Olsen (Kristiansand) |

|               |           |            |
| Andersson 50’ | Marcatori | 25’ Hæstad |

| Oslo 28 marzo 2010, ore 20:00 3ª giornata | Vålerenga            | 0 – 0 referto | Rosenborg | Ullevaal Stadion (17.284 spett.)\| Arbitro: \| Skjerven (Kaupanger) \| |
| Arbitro:                                  | Skjerven (Kaupanger) |               |           |                                                                        |

| Arbitro: | Helgerud (Lier) |

|                                            |           |                                |
| Bolaños 15’ Kleiven 54’, 59’ Årst 65’, 90’ | Marcatori | 51’ Moa 67’ Strandberg 72’ Mos |

| Arbitro: | Hagen (Grue) |

|                      |           |          |
| Fellah 19’ Berre 68’ | Marcatori | 34’ Fall |

| Arbitro: | Berntsen (Vang) |

|  |           |            |
|  | Marcatori | 70’ Fellah |

| Arbitro: | Moen (Haugesund) |

|               |           |         |
| Huseklepp 80’ | Marcatori | 12’ Moa |

| Arbitro: | Hauge (Bergen) |

|                                                        |           |            |
| Madsen 17’ Hæstad 24’, 44’ Moa 57’ Singh 75’ Zajić 86’ | Marcatori | 51’ Børven |

| Arbitro: | Moen (Haugesund) |

|              |           |  |
| Pedersen 39’ | Marcatori |  |

| Oslo 5 maggio 2010, ore 19:00 10ª giornata | Vålerenga         | 0 – 0 referto | Hønefoss | Ullevaal Stadion (10.936 spett.)\| Arbitro: \| Edvartsen (Hamar) \| |
| Arbitro:                                   | Edvartsen (Hamar) |               |          |                                                                     |

| Arbitro: | Olsen (Kristiansand) |

|          |           |                          |
| Torp 45’ | Marcatori | 24’ Shelton 77’ Sæternes |

| Arbitro: | Moen (Haugesund) |

|                                  |           |  |
| Berre 67’ Moa 75’ dos Santos 90’ | Marcatori |  |

| Arbitro: | Hauge (Bergen) |

|                          |           |              |
| Rushfeldt 24’ Haugen 50’ | Marcatori | 79’ Sæternes |

| Arbitro: | Edvartsen (Hamar) |

|                                                      |           |                         |
| Moa 21’ Fellah 29’ Berre 42’ dos Santos 51’ Muri 70’ | Marcatori | 55’ Mæland 79’ Sørensen |

| Arbitro: | Moen (Bergen) |

|          |           |                               |
| Ujah 90’ | Marcatori | 57’, 61’ Moa 60’, 76’ Shelton |

#### Girone di ritorno
| Arbitro: | Olsen (Kristiansand) |

|             |           |              |
| Bentley 90’ | Marcatori | 76’, 78’ Moa |

| Arbitro: | Sælen (Bergen) |

|                                                         |           |                         |
| Berre 2’ Myhre 45’ (aut.) Singh 56’ Moa 71’ Shelton 90’ | Marcatori | 4’ Johannesen 36’ Güven |

| Arbitro: | Hafsås (Trondheim) |

|              |           |  |
| Mathisen 90’ | Marcatori |  |

| Arbitro: | Berntsen (Bergen) |

|                                                                         |           |            |
| Sæternes 21’, 73’ Zajić 37’ Muri 48’ Moa 68’, 70’, 86’ Singh 90’ (rig.) | Marcatori | 12’ Owello |

| Arbitro: | Olsen (Kristiansand) |

|                             |           |  |
| Đurđić 69’ (rig.) Sørum 88’ | Marcatori |  |

| Arbitro: | Skjerven |

|                          |           |  |
| Shelton 51’, 56’ Mos 90’ | Marcatori |  |

| Arbitro: | Olsen (Kristiansand) |

|  |           |                      |
|  | Marcatori | 4’ (aut.) Andreasson |

| Arbitro: | Berntsen (Vang) |

|                            |           |                       |
| Berre 3’ Zajić 50’ Mos 57’ | Marcatori | 5’ Farnerud 77’ Diogo |

| Arbitro: | Staberg |

|                                         |           |                                           |
| Nevland 12’ Danielsen 49’ Bjarnason 72’ | Marcatori | 8’ Singh 44’ Shelton 61’ Fellah 64’ Berre |

| Arbitro: | Olsen (Kristiansand) |

|             |           |  |
| Shelton 34’ | Marcatori |  |

| Arbitro: | Hauge (Bergen) |

|                                                |           |           |
| Iversen 27’ (rig.) Moldskred 69’ Henriksen 87’ | Marcatori | 18’ Zajić |

| Arbitro: | Moen (Haugesund) |

|                                         |           |              |
| Shelton 27’, 53’ Sæternes 35’ Singh 68’ | Marcatori | 81’ Storflor |

| Arbitro: | Moen (Haugesund) |

|                          |           |              |
| Shelton 13’ Sæternes 90’ | Marcatori | 82’ Essediri |

| Arbitro: | Hafsås (Trondheim) |

|                                             |           |         |
| Strandberg 13’ (aut.) Angan 85’, 90’ (rig.) | Marcatori | 10’ Mos |

| Arbitro: | Sælen (Bergen) |

|                                  |           |  |
| Shelton 39’ Mos 90’ Sæternes 90’ | Marcatori |  |

### Norgesmesterskapet
| Arbitro: | Unhammer |

|              |           |                                                                                        |
| Svendsen 82’ | Marcatori | 5’, 32’ Haidar 11’, 29’, 70’ Sæternes 21’, 27’, 60’ Mos 62’ Zajić 86’ Nielsen 90’ Qaka |

| Arbitro: | Bruheim |

|                                |           |                        |
| Lund 22’, 43’ (rig.) Østli 39’ | Marcatori | 60’ Moa 62’ dos Santos |

## Statistiche
Statistiche aggiornate al 7 novembre 2010.

### Statistiche di squadra
| Competizione       | Punti | In casa | In casa | In casa | In casa | In casa | In casa | In trasferta | In trasferta | In trasferta | In trasferta | In trasferta | In trasferta | Totale | Totale | Totale | Totale | Totale | Totale | DR  |
| Competizione       | Punti | G       | V       | N       | P       | Gf      | Gs      | G            | V            | N            | P            | Gf           | Gs           | G      | V      | N      | P      | Gf     | Gs     | DR  |
| ------------------ | ----- | ------- | ------- | ------- | ------- | ------- | ------- | ------------ | ------------ | ------------ | ------------ | ------------ | ------------ | ------ | ------ | ------ | ------ | ------ | ------ | --- |
| Eliteserien        | 39    | 12      | 9       | 2       | 0       | 38      | 9       | 12           | 5            | 2            | 5            | 15           | 16           | 23     | 14     | 4      | 5      | 54     | 26     | +28 |
| Norgesmesterskapet | -     | 0       | 0       | 0       | 0       | 0       | 0       | 2            | 1            | 0            | 1            | 13           | 4            | 2      | 1      | 0      | 1      | 13     | 4      | +9  |
| Totale             | -     | 1       | 1       | 0       | 0       | 2       | 0       | 0            | 0            | 0            | 0            | 0            | 0            | 1      | 1      | 0      | 0      | 2      | 0      | +2  |

### Statistiche dei giocatori
| Giocatore     | Eliteserien | Eliteserien | Eliteserien | Eliteserien | Norgesmesterskapet | Norgesmesterskapet | Norgesmesterskapet | Norgesmesterskapet | Totale   | Totale | Totale      | Totale     |
| Giocatore     | Presenze    | Reti        | Ammonizioni | Espulsioni  | Presenze           | Reti               | Ammonizioni        | Espulsioni         | Presenze | Reti   | Ammonizioni | Espulsioni |
| ------------- | ----------- | ----------- | ----------- | ----------- | ------------------ | ------------------ | ------------------ | ------------------ | -------- | ------ | ----------- | ---------- |
| C. Bergersen  | 0           | 0           | 0           | 0           | 0                  | 0                  | 0                  | 0                  | 0        | 0      | 0           | 0          |
| M. Berre      | 30          | 6           | 2           | 0           | 0                  | 0                  | 0                  | 0                  | 30       | 6      | 2           | 0          |
| K. Brix       | 5           | 0           | 0           | 0           | 2                  | 0                  | 0                  | 0                  | 7        | 0      | 0           | 0          |
| F. dos Santos | 25          | 2           | 2           | 1           | 1                  | 1                  | 0                  | 0                  | 26       | 3      | 2           | 1          |
| M. Fellah     | 29          | 4           | 4           | 0           | 1                  | 0                  | 0                  | 0                  | 30       | 4      | 4           | 0          |
| J. Fuenmayor  | 0           | 0           | 0           | 0           | 1                  | 0                  | 0                  | 0                  | 1        | 0      | 0           | 0          |
| K. Hæstad     | 27          | 3           | 3           | 0           | 0                  | 0                  | 0                  | 0                  | 27       | 3      | 3           | 0          |
| A. Haidar     | 4           | 0           | 0           | 0           | 2                  | 2                  | 0                  | 0                  | 6        | 2      | 0           | 0          |
| L. Hirschfeld | 30          | 0           | 0           | 0           | 2                  | 0                  | 0                  | 0                  | 32       | 0      | 0           | 0          |
| G. Kongshavn  | 0           | 0           | 0           | 0           | 0                  | 0                  | 0                  | 0                  | 0        | 0      | 0           | 0          |
| F. Larsen     | 0           | 0           | 0           | 0           | 0                  | 0                  | 0                  | 0                  | 0        | 0      | 0           | 0          |
| D. Leigh      | 6           | 0           | 2           | 0           | 1                  | 0                  | 0                  | 0                  | 7        | 0      | 2           | 0          |
| B. Madsen     | 6           | 1           | 1           | 0           | 0                  | 0                  | 0                  | 0                  | 6        | 1      | 1           | 0          |
| Moa           | 20          | 15          | 1           | 0           | 1                  | 1                  | 0                  | 0                  | 21       | 16     | 1           | 0          |
| Mos           | 18          | 5           | 0           | 0           | 2                  | 3                  | 0                  | 0                  | 20       | 8      | 0           | 0          |
| A. Muri       | 30          | 2           | 0           | 0           | 1                  | 0                  | 0                  | 0                  | 31       | 2      | 0           | 0          |
| H. Nielsen    | 1           | 0           | 0           | 0           | 1                  | 1                  | 0                  | 0                  | 2        | 1      | 0           | 0          |
| A. Nordvik    | 26          | 0           | 1           | 0           | 1                  | 0                  | 0                  | 0                  | 27       | 0      | 1           | 0          |
| A. Nouri      | 19          | 0           | 1           | 0           | 2                  | 0                  | 0                  | 0                  | 21       | 0      | 1           | 0          |
| F. Ogude      | 6           | 0           | 1           | 0           | 0                  | 0                  | 0                  | 0                  | 6        | 0      | 1           | 0          |
| K. Qaka       | 0           | 0           | 0           | 0           | 1                  | 1                  | 0                  | 0                  | 1        | 1      | 0           | 0          |
| B. Sæternes   | 25          | 7           | 1           | 0           | 2                  | 3                  | 1                  | 0                  | 27       | 10     | 2           | 0          |
| L. Shelton    | 28          | 12          | 4           | 0           | 1                  | 0                  | 0                  | 0                  | 29       | 12     | 4           | 0          |
| H. Singh      | 30          | 5           | 2           | 0           | 1                  | 0                  | 0                  | 0                  | 31       | 5      | 2           | 0          |
| L. Strand     | 2           | 0           | 0           | 0           | 2                  | 0                  | 0                  | 0                  | 4        | 0      | 0           | 0          |
| S. Strandberg | 28          | 1           | 4           | 1           | 1                  | 0                  | 0                  | 0                  | 29       | 1      | 4           | 1          |
| B. Zajić      | 20          | 4           | 0           | 0           | 1                  | 1                  | 0                  | 0                  | 21       | 5      | 0           | 0          |